# Głuchów (obwód lwowski)
Głuchów (ukr. Глухів) – wieś na Ukrainie, w rejonie czerwonogrodzkim obwodu lwowskiego. Wieś liczy niecałe 500 mieszkańców.
W II Rzeczypospolitej do 1934 samodzielna gmina jednostkowa. Następnie należała do zbiorowej wiejskiej gminy Krystynopol w powiecie sokalskim w woj. lwowskim.
W wyniku paktu Ribbentrop - Mołotow część wsi znalazła się pod okupacją niemiecką, a część sowiecką. Z tej drugiej części 10 lutego 1944 NKWD wywiozło na Sybir osadników wojskowych, pochodzących z okolic Myślenic. W latach 1943–1944 nacjonaliści ukraińscy z OUN-UPA zamordowali tutaj 15 Polaków, grabiąc i paląc polskie zagrody.

## Położenie
Historyczny Głuchów położony był po oby stronach Sołokii
Perzprowadzenie Linii Mołotowa na Sołokii podzieliło Głuchów na dwie wsie. Północna weszła w skład strefy niemieckiej (gmina Bełz, Landkreis Hrubieszów, dystrykt lubelski, Generalne Gubernatorstwo) a południowa w skład strefy radzieckiej (rejon szewczenkowski, Obwód lwowski, USRR). 10 września 1940 rejon szewczenkowski zniesiono, a Głuchów Południowy włączono do rejonu wielkomostowskiego.
W związku z wybuchem wojny niemiecko-radzieckiej 22 czerwca 1941, także Głuchów Południowy został włączony do Generalnego Gubernatorstwa i utworzonej tam gminie Parchacz w Landkreis Kamionka-Strumiłowa w nowym dystrykcie galicyjskim. Głuchów Północny liczył 175 mieszkańców a Głuchów Południowy 489 mieszkańców.
Po wojnie Sołokija stała się ponownie granicą państwową między Polską a ZSRR. Głuchów Północny wszedł w skład gminy Bełz, przyłączonej do powiatu hrubieszowskigo w woj. lubelskim, stanowiąc jedną z jej 19 gromad. Natomiast Głuchów Południowy został wcielony do Związku Radzieckiego (rejon wielkomostowski, obwód lwowski, gdzie utworzył sielsowiet Głuchów (ukr. Глухів).
10 listopada 1951, na mocy polsko-radzieckiej umowy o zmianie granic z 15 lutego 1951, południowa część gminy Bełz z Głuchowem Północnym weszła w skład ZSRR, gdzie włączono ją do sielsowietu Ostrów w nowo utworzonym rejonie zabuskim w obwodzie lwowskim.
Współczesny Głuchów jest wsią nową, przykopalnianą, położoną w zupełnie innym miejscu, na parcelach dawnej wsi Wola Głuchowska. Po dawnym Głuchowie nie pozostało prawie nic: tam gdzie znajdował się (większy) Głuchów Południowy rozpościerają się pola rolne, a w miejscu po dawnym Głuchowie Północnym są łąki z kilkoma pojedynczymi zabudowaniami.

## Katastrofa kopalniana (2017)
2 marca 2017 w Głuchowie doszło do eksplozji w kopalni węgla Stepowa, na skutek której zginęło 8 górników, a 23 zostało rannych.